# Pouteria macrophylla
Pouteria macrophylla là một loài thực vật có hoa trong họ Hồng xiêm. Loài này được (Lam.) Eyma miêu tả khoa học đầu tiên năm 1936.